# Surabaya (stad)
Surabaya, in het Nederlands ook wel als Soerabaja geschreven, is de hoofdstad van Oost-Java (Jawa Timur) en de op een na grootste stad van Indonesië. De stad ligt aan de monding van de rivier de Mas aan de noordoostkust van het eiland Java en is een belangrijke havenstad. Aan de noord- en oostkant van de stad ligt de Javazee. Aan de westkant grenst Surabaya aan het district Gresik, aan de zuidkant aan het district Sidoarjo. De belangrijkste exportproducten zijn tabak, suiker en koffie.
De stad heeft een grote diversiteit aan etnische groepen, naast een meerderheid van Javanen wonen er bijvoorbeeld veel Madurezen, etnische Chinezen en is er een Joodse gemeenschap. Het huidige inwoneraantal is 3.000.000. Rondom de stad liggen verschillende steden, die met Surabaya een agglomeratie vormen, zoals Gresik en Mojokerto.
In Surabaya zijn, dankzij de rijke zeevaarttraditie, ook veel marine-instituten aanwezig, waarvan de Naval Military Academy het grootste en bekendste is. Op de werf van Pt. Pal Indonesia (PAL) worden schepen gebouwd voor de Indonesische marine en voor export. De haven van Surabaya is de op één na grootste van Indonesië, na die van Jakarta.

## Geschiedenis
Surabaya is in 1293 gesticht door Raden Wijaya. De naam Surabaya komt volgens de overlevering van de haai Sura en de krokodil Baya die in gevecht gewikkeld zouden zijn in de rivier de Kalimas ('gouden rivier'). Op de plek waar dit gevecht is geweest, ligt nu de stad. In 1525 bekeerden de heersers van Surabaya zich tot de islam, wat de start was voor een periode van macht. In 1625 werd Surabaya door de Mataramdynastie uit Midden-Java veroverd.
In 1743 veroverde de VOC Soerabaja op de inheemse bevolking. De stad was als handels- en havenstad van groot belang in de toenmalige kolonie Nederlands-Indië. 
In 1942 viel de stad in Japanse handen, totdat de geallieerden Soerabaja in 1944 bombardeerden.
Op 17 augustus 1945 riep Sukarno de onafhankelijkheid van Indonesië uit, zeer tegen de zin van Nederland.
In oktober 1945 ontbrandde de Bersiap tegen Europeanen, 
etnische Chinezen en Indo-Europeanen, Totoks en alle andere bevolkingsgroepen, zoals de Molukkers, die aan de kant van de Nederlandse Koloniale macht hadden gestaan. De strijd om Soerabaja ging tussen Britse bezettingstroepen en xenofobe Indonesische nationalisten, die weigerden hun wapens in te leveren. De nationalisten moesten na felle gevechten de stad uiteindelijk prijsgeven.
Begin 1946 werden de Britten afgelost door Nederlandse troepen die inmiddels op Java waren geland. De verwoeste stad werd na de soevereiniteitsoverdracht, onder druk van de Westerse Geallieerden, door Nederland aan Indonesië overgedragen op 27 december 1949. Surabaya werd nadien herbouwd. In 1995 vierde men haar 700-jarig bestaan.
Op 18 juni 2014 werd Gang Dolly gesloten, de grootste rosse buurt van Zuidoost-Azië (vernoemd naar Dolly van der Mart) op last van burgemeester Tri Rismaharini.

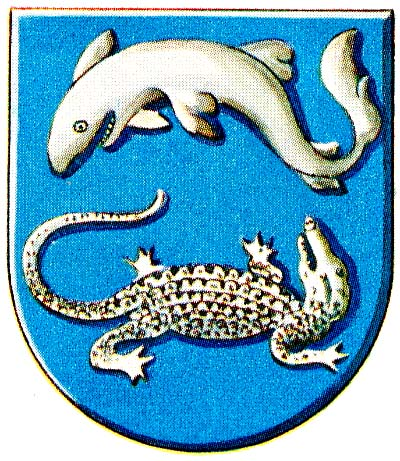
Oude Stadswapen (1743-1950)
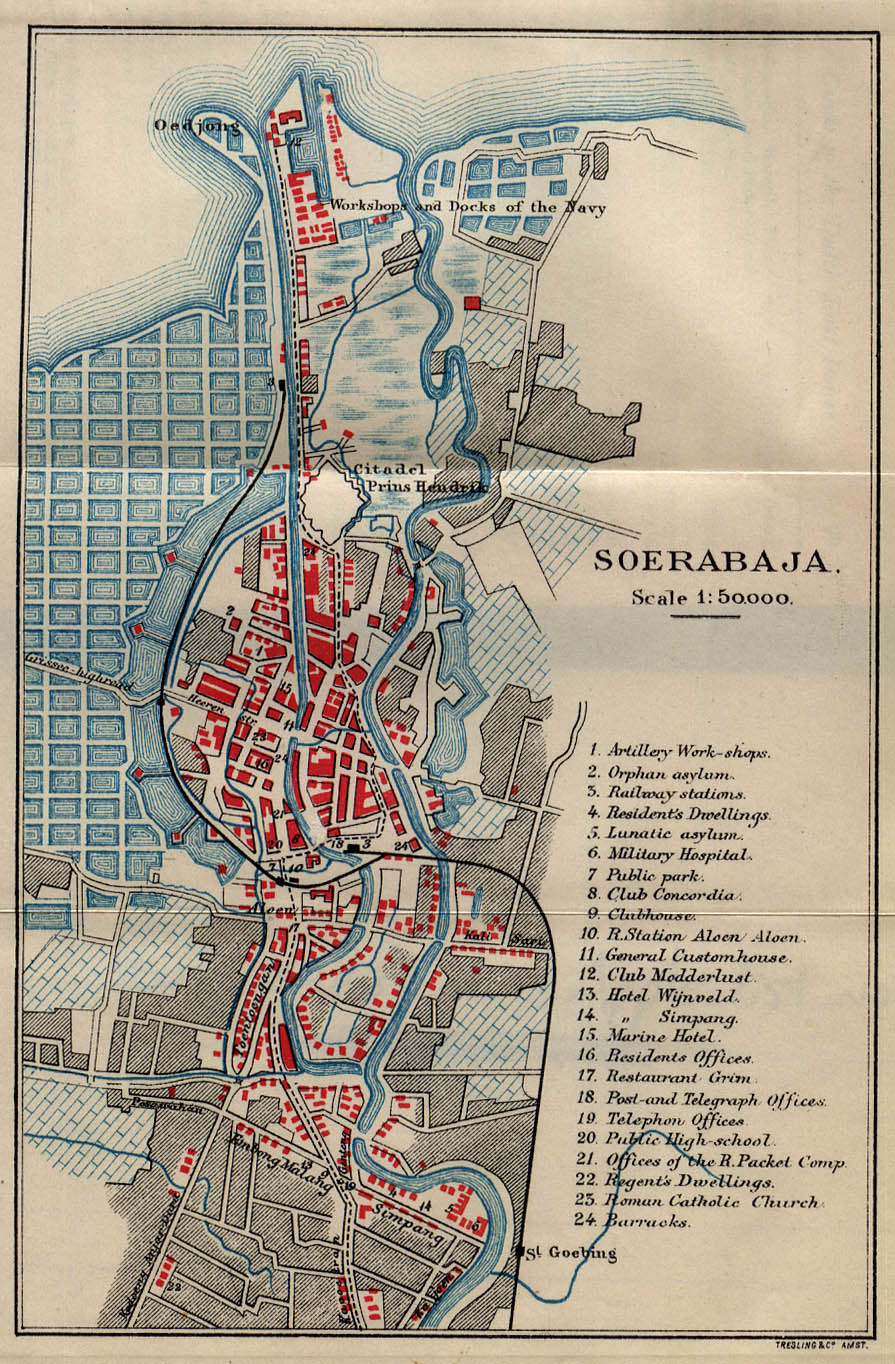
Surabaya in 1897
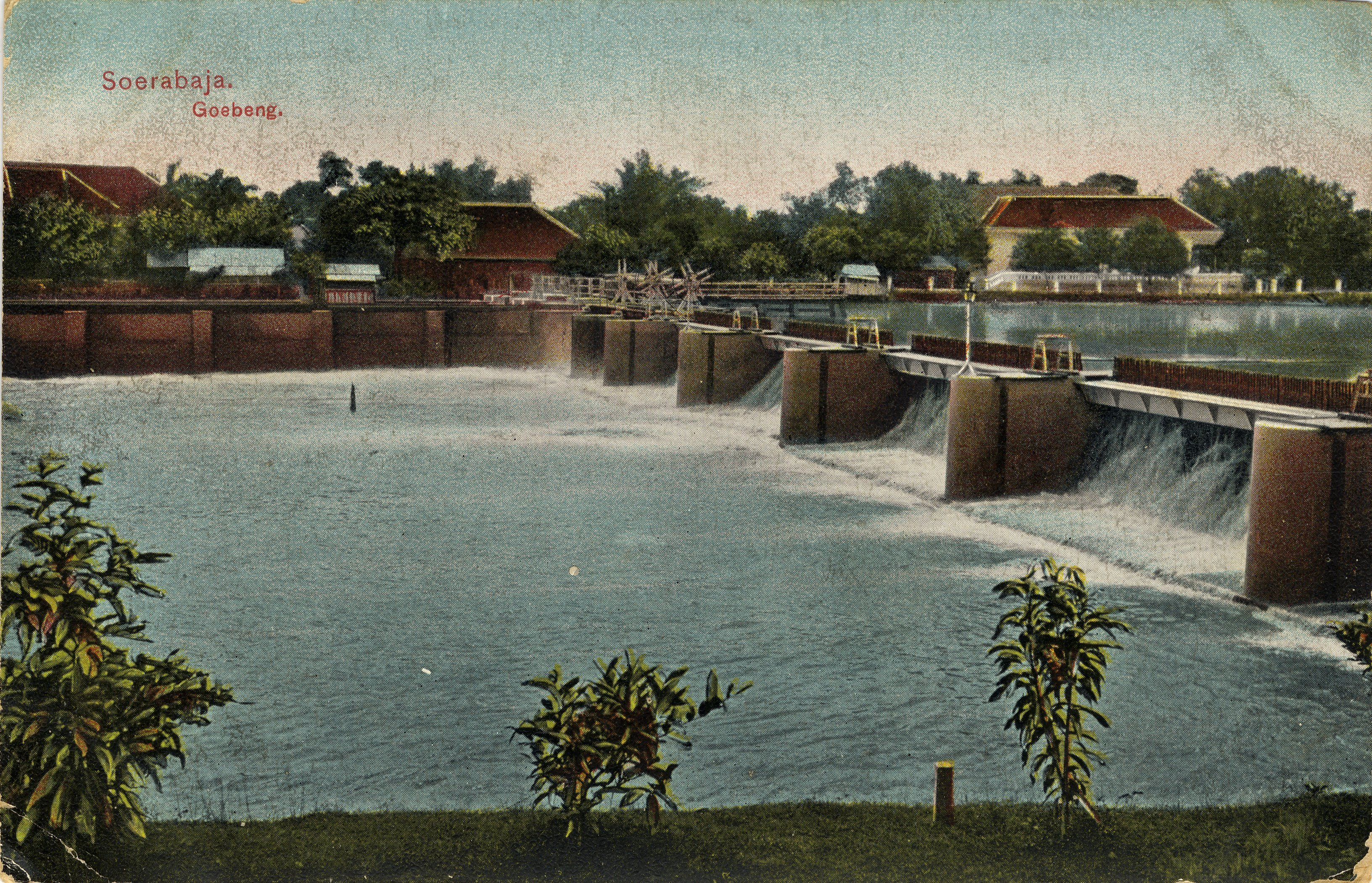
Prentbriefkaart van de sluizen in naburige Goebeng (1906-1930). Collectie KITLV, Leiden
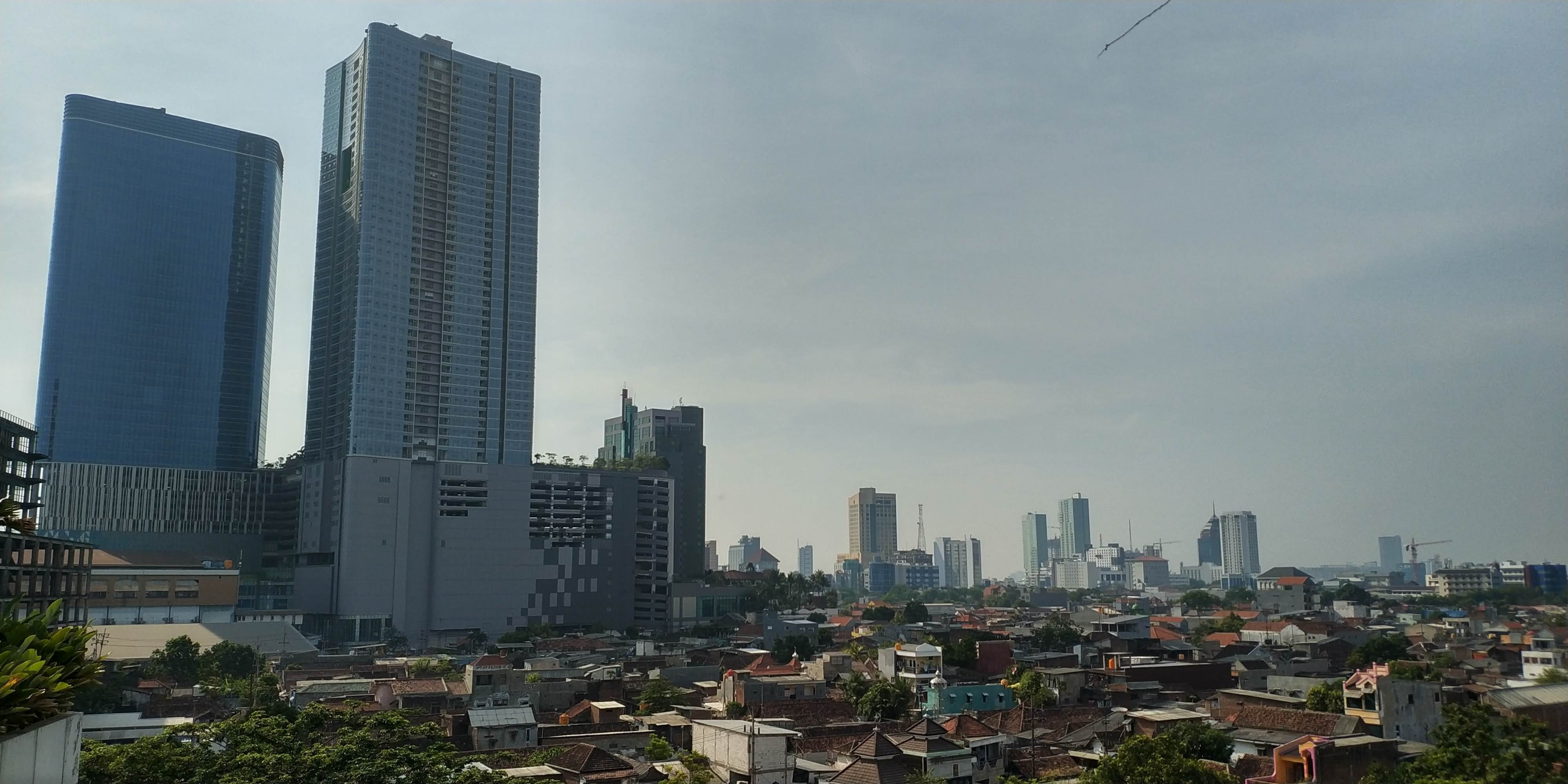
Hoogbouw in Surabaya

## Verkeer en vervoer
Surabaya heeft een internationale luchthaven, die tevens een militaire basis is: Luchthaven Juanda. Deze luchthaven is op de internationale luchthaven in Jakarta en Denpasar na de drukste van Indonesië. De Suramadubrug, de langste brug van Indonesië, verbindt Surabaya met het eiland Madura. De brug is geopend op 12 juni 2009. Van 1923-1960 reed een elektrische tramlijn.

## Bevolking
Surabaya is een multiculturele stad van Maleiers, Chinezen, Filipino's, Indiërs, Arabieren en Europeanen. De autochtone Maleiers zijn meestal van Javaanse of Madurese afkomst. Andere autochtone Indonesische bevolkingsgroepen zijn Sundanezen, Minangkabau, Batak, Banjar, Balinezen en Boeginezen (Bugis).

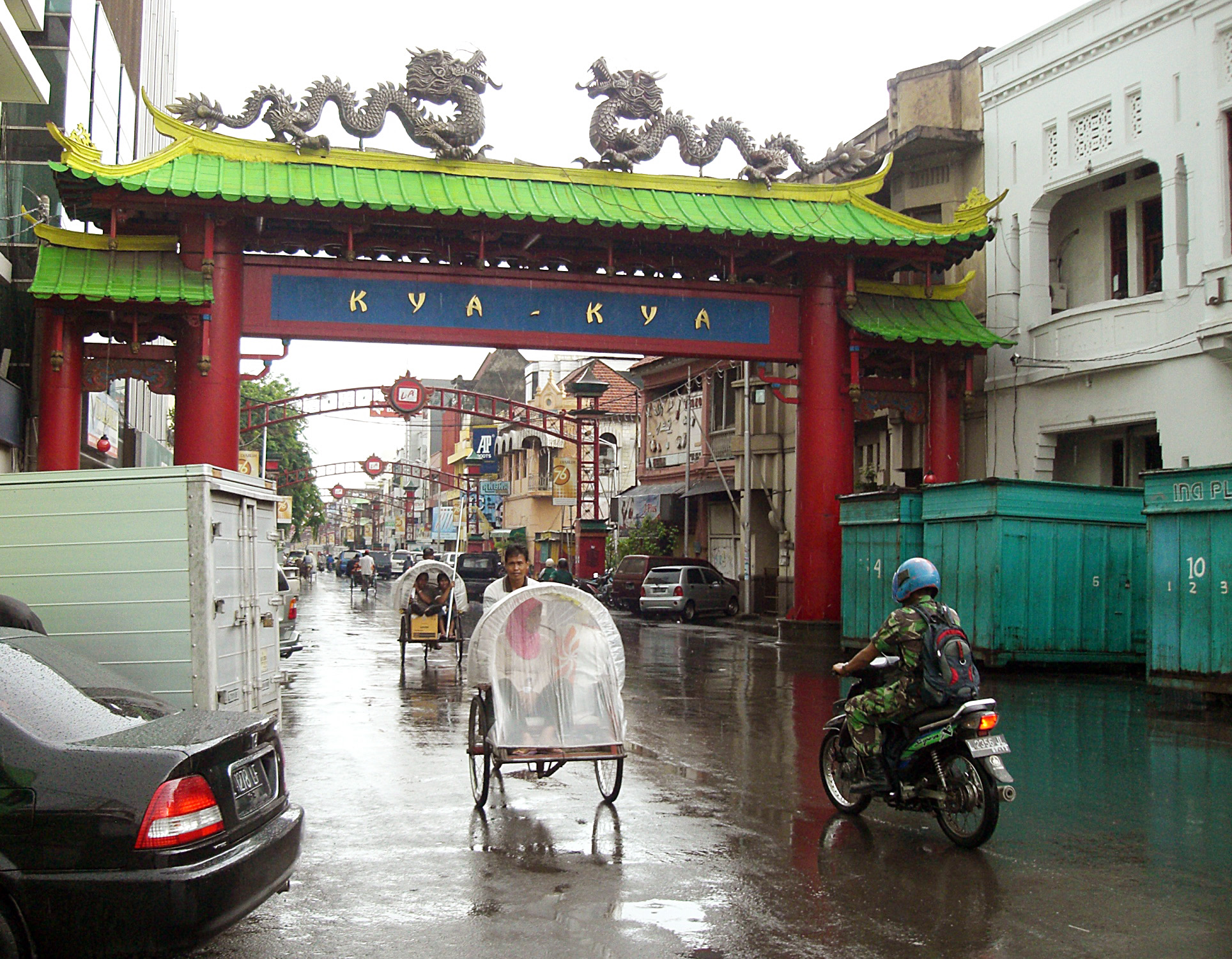
Chinese buurt van Surabaya

De stad heeft een grote Chinese gemeenschap. Zij noemen de stad Vier Rivieren (泗水), een benaming die nog afstamt van toen Zheng He hier aan land ging en vier rivieren ontdekte. De Zheng Hemoskee (郑和清真寺) zou door deze islamitische zeevaarder zijn gesticht. De meerderheid van de Chinezen heeft wortels in de regio Minnan van de Chinese provincie Fujian. 78% van de lokale economie is in handen van de etnische Chinezen. In de stad zijn verschillende tempels door Chinezen gebouwd. De confuciustempel van Surabaya Chinatown wordt Gredja Boen Bio (文庙) genoemd.

## Toerisme
Surabaya is geen bekende toeristische bestemming. Het vliegveld van Surabaya, Juanda International Airport, is te gebruiken als toegangspoort tot Java. Onder andere vluchten van Cathay Pacific, Garuda Indonesia, Singapore Airlines landen op dit vliegveld. Het vliegveld ligt ongeveer 15 km van het centrum van de stad. Veel toeristen gebruiken Surabaya als aankomsthaven, om hierna snel verder te reizen. Toch zijn er enkele bezienswaardigheden in de stad te vinden:
- Traditionele haven Kalimas, de haven van Surabaya
- Surabaya Zoo, de grootste dierentuin van Zuidoost-Azië
- Surabaya Al-Akbar Moskee, een van de grote moskeeën van Indonesië
- Tunjungan Plaza, het grootste winkelcentrum van Oost-Java
- Bungkul Park, Het beroemde park aan de Jalan Raya Darmo [4]
- Tunjungan Boulevard, waar zijn winkelstraten en historische gebouwen zoals het Majapahit Hotel
- Helden Monument(Tugu Pahlawan), is een symbool van de stad Surabaya en herdenkt de slag van 10 november
- Bank Indonesia Museum, Het museum is gevestigd in een gebouw dat voorheen bekend stond als De Javasche Bank hoofdkantoor.
- Suramadubrug, die Surabaya verbindt met het nabijgelegen eiland Madura

### Chinese tempels
- Kelenteng Sanggar Agung
- Gredja Boen Bio
- Hong Tiek Hiantempel

## Universiteiten
Surabaya heeft een aantal vooraanstaande universiteiten binnen zijn stadsgrenzen:
- Institut Teknologi Sepuluh November (ITS), een van de beste technische universiteiten van Indonesië.
- Airlangga, die bekendstaat als de beste medische universiteit van Indonesië.
- Sunan Ampel, een universiteit waar de islam onderwerp van studie is.
- Militaire Academie voor de Marine, militaire academie van de Indonesische marine.
- Universitas Negeri Surabaya (UNESA), de staatsuniversiteit van Surabaya, die bekendstaat als de beste universiteit voor het opleiden van docenten.

## Lijst van burgemeesters/Walikota
Sinds de instelling in 1916 van het ambt.
Nederlands-Indische periode:
- Mr. A. Meijroos (1916-1920)
- Ir. G.J. Dijkerman (1920-1929)
- H.I. Bussemaker (1929-1932)
- Mr. W.H. van Helsdingen (1932-1935)
- Mr. W.A.H. Fuchter (1935-1942)

Japanse bezetting:
- Radjamin Nasution (1942 feb-sep)
- Takahashi Ichiro (1942-1945)

Nederlands naoorlogse periode:
- Mr. C.J.G. Becht (1948-1949)

Indonesische periode:
- Radjamin Nasution (1945 aug. - nov.)
- Mr. Indrakoesoema (1945 dec.)
- Mr. Soerjadi (1946-1950)
- Doel Arnowo (1950-1952)
- Moestadjab Soemowidigdo (1952-1956)
- R. Istidjab Tjokrokoesoemo (1956-1958)
- Dr. R. Satrio Sastrodiredjo (1958-1964)
- Moerachman, SH (1964-1965)
- R. Soekotjo (1965-1974)
- HR Soeparno (1974-1979)
- Drs. Moehadji Widjaja (1979-1984)
- Dr. H. Poernomo Kasidi (1984-1994)
- H. Sunarto Sumoprawiro (1994-2002)
- Bambang Dwi Hartono (2002-2010)
- Ir. Tri Rismaharini (2010-2020)
- Eri Cahyadi (2021-heden)

## Bekende personen uit Surabaya

### Geboren

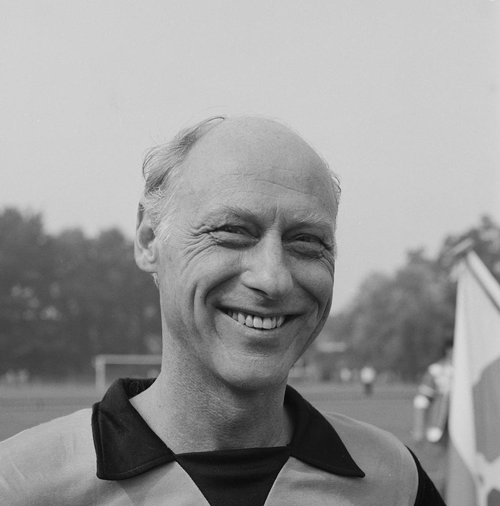
Kick Stokhuyzen
geboren in 1930 en overleden in 2009

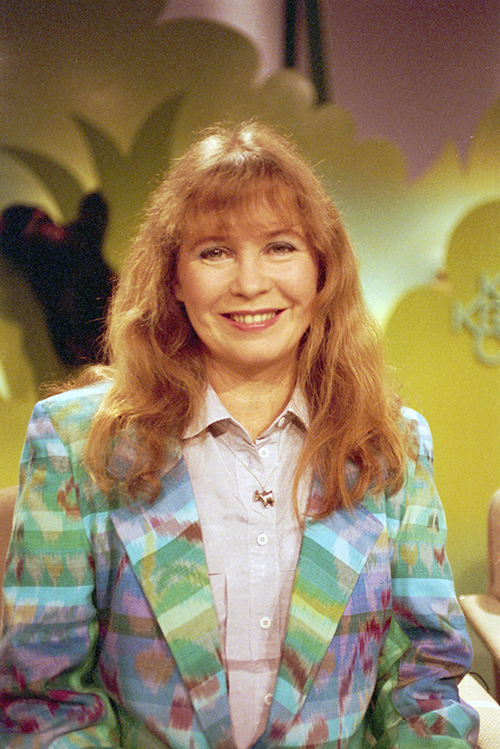
Wieteke van Dort
geboren in 1943 en overleden in 2024

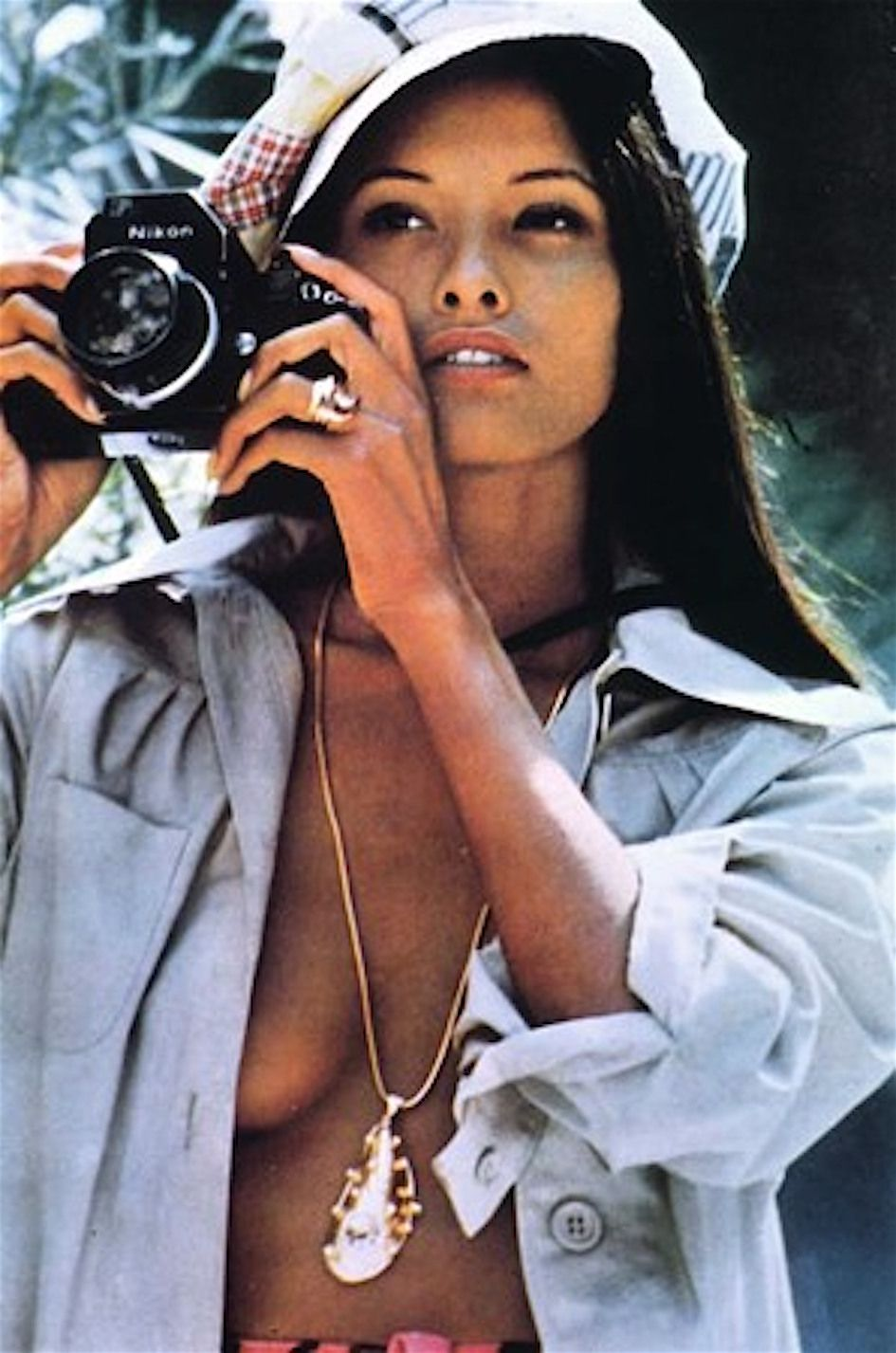
Laura Gemser
geboren in 1950

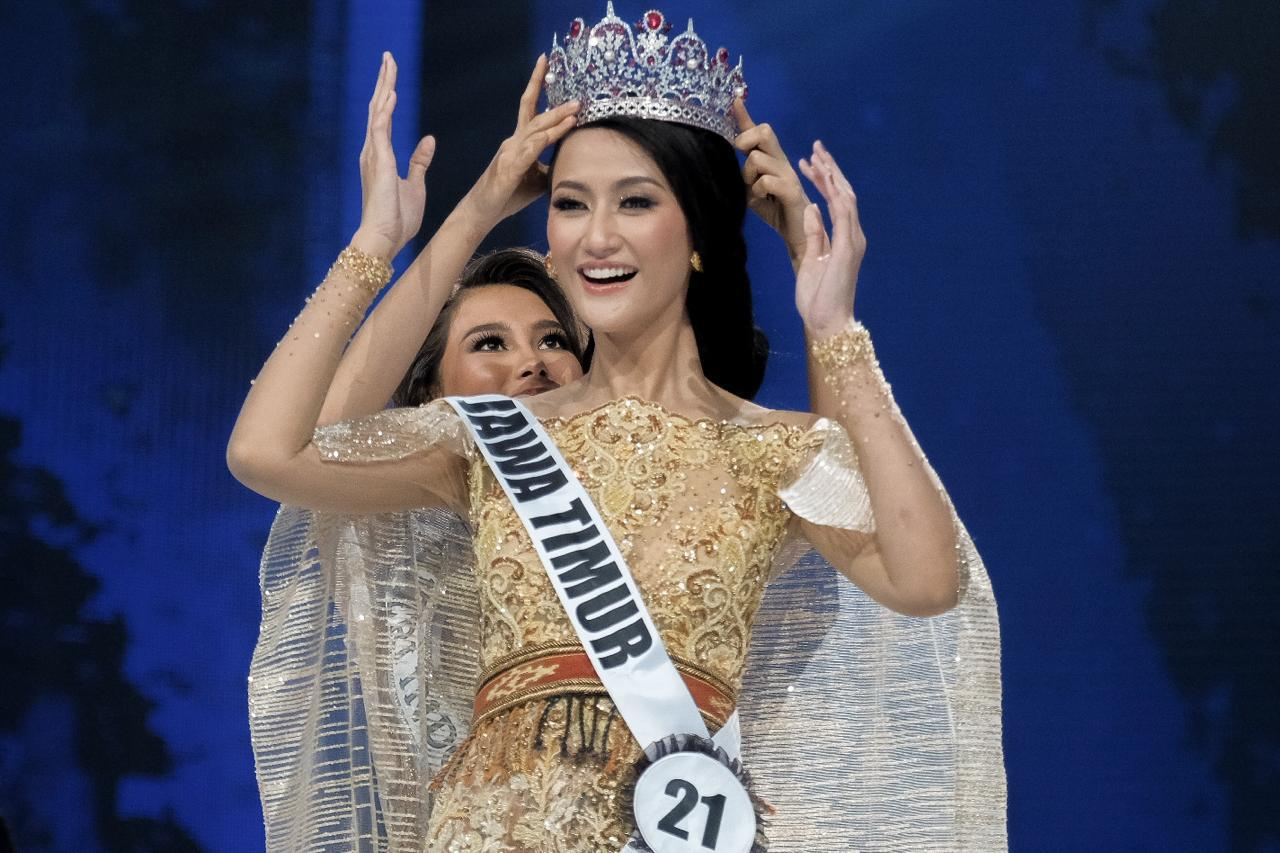
Ayu Maulida
geboren in 1997

- Wilhelm Christiaan Nieuwenhuijzen (1847-1913), Nederlands militair
- Pieter Merkus Lambertus de Bruijn Prince (1851-1936), Nederlands jurist, vicepresident van de Raad van Indië
- Willem Pieter Broekman (1866-1894), Nederlands militair
- Henri Mari Vis (1870-1899), Nederlands militair
- Henrie Pieter de Bruijn (1874-1902), Nederlands militair
- Berhardina Midderigh-Bokhorst (1880-1972), Nederlands illustrator
- Hein von Essen (1886-1947), Nederlands architect, dichter, kunstenaar
- Just Göbel (1891-1984), Nederlands voetbalkeeper (Nederlands elftal)
- Fri Heil (1892-1983), Nederlands beeldhouwster
- Meinoud Rost van Tonningen (1894-1945), Nederlands collaborateur, journalist, politicus en SS'er
- Louis Einthoven (1896-1979), Nederlands jurist
- George Zorab (1898-1990), Nederlands parapsycholoog
- Magdalena Hermina (Madelon) Székely-Lulofs (1899-1958), Nederlands schrijfster en journaliste
- Soekarno (1901-1970), president van Indonesië (1945-1967)
- Claire Bonebakker (1904-1979), Nederlands schilderes
- Jo Boer (1907-1993), Nederlands romanschrijfster
- Jacob Pieter van Helsdingen (1907-1942), Nederlands oorlogsheld
- Charles Douw van der Krap (1908-1995), Nederlands marineofficier en verzetsstrijder
- Mies van Oppenraaij (1910-1998), Nederlands schilderes en glazenierster
- Dirk Lucas Asjes (1911-1997), Nederlands luchtvaartpionier en oorlogsvlieger die zich boven Nederlands-Indië onderscheidde in de strijd tegen Japan
- Steven Mathijs Snouck Hurgronje (1913-1998), Nederlands burgemeester
- Karel Hardeman (1914-2010), Nederlands olympisch roeier
- Elly Nannenga-Bremekamp (1916-1996), Nederlands botanicus
- John Opdam (1916-1983), Nederlands arts en crimineel
- Erik Hazelhoff Roelfzema MWO (1917-2007), Nederlands verzetsstrijder, piloot, radiomedewerker en schrijver
- W.A. Braasem (1918-1987), Nederlands schrijver en vertaler
- Jacques Waisvisz (1918-2020), Nederlands Engelandvaarder en scheikundige
- Sutomo (1920-1981), verzetsstrijder en politicus
- Frans Henrichs (1922-1999), Nederlands sportverslaggever
- Giovanni Hakkenberg MWO (1923-2013), Nederlands marinier
- Otti Lim (1924-2019), Nederlands verzetsstrijdster en arts -microbioloog
- Emile Truijen (1928-2003), Nederlands architect, meubelontwerper en industrieel ontwerper
- Bernardijn ten Zeldam-Hartelust (1928-1982), landschapsarchitecte, plaatsvervangend secretaris-generaal Onderwijs
- Kick Stokhuyzen (1930-2009), Nederlands presentator en stemacteur
- John Wijngaards (1935-2025), auteur en theoloog
- John Kuipers (1937-2013), Nederlands acteur
- Hugo van Lawick (1937-2002), Nederlands filmmaker
- Huib Broos (1941-2011), Nederlands acteur
- Vic Hayes (1941), Nederlands ingenieur
- Barend Cohen (1942-2005), Nederlands forensisch geneeskundige en mensenrechtenactivist
- Willemijn Fock (1942-2021), Nederlands kunsthistorica
- Cor Smit (1942-2016), Nederlands voetballer
- Wieteke van Dort (1943-2024), Nederlands actrice, cabaretière en zangeres
- Xaviera Hollander (1943), Nederlands prostituee en schrijfster
- Errol Frank Stoové (1947), Nederlands topfunctionaris
- Sias Fanoembi (1949-2013), Nederlands beeldhouwer
- Bart Huysman (1949), Nederlands kunstenaar en galeriehouder Bart Art Box
- Laura Gemser (1950), Nederlands actrice (o.a. Black Emanuelle)
- Lanny van Rhee-Tan (1950-2008), Nederlands presentatrice
- René van Barneveld (1951), Nederlands zanger en gitarist
- Bobby Vosmaer (1951), Nederlands voetballer
- André Wetzel (1951), Nederlands voetballer en voetbaltrainer
- René Gude (1957-2015), Nederlands filosoof
- Grace Ellen Barkey (1958), choreografe, danseres, actrice
- Alan Budikusuma (1968), badmintonner
- Tony Gunawan (1975), badmintonner
- Brace (1986), Nederlandse zanger
- Ayu Maulida (1997), model, actrice, zangeres

## Afbeeldingen

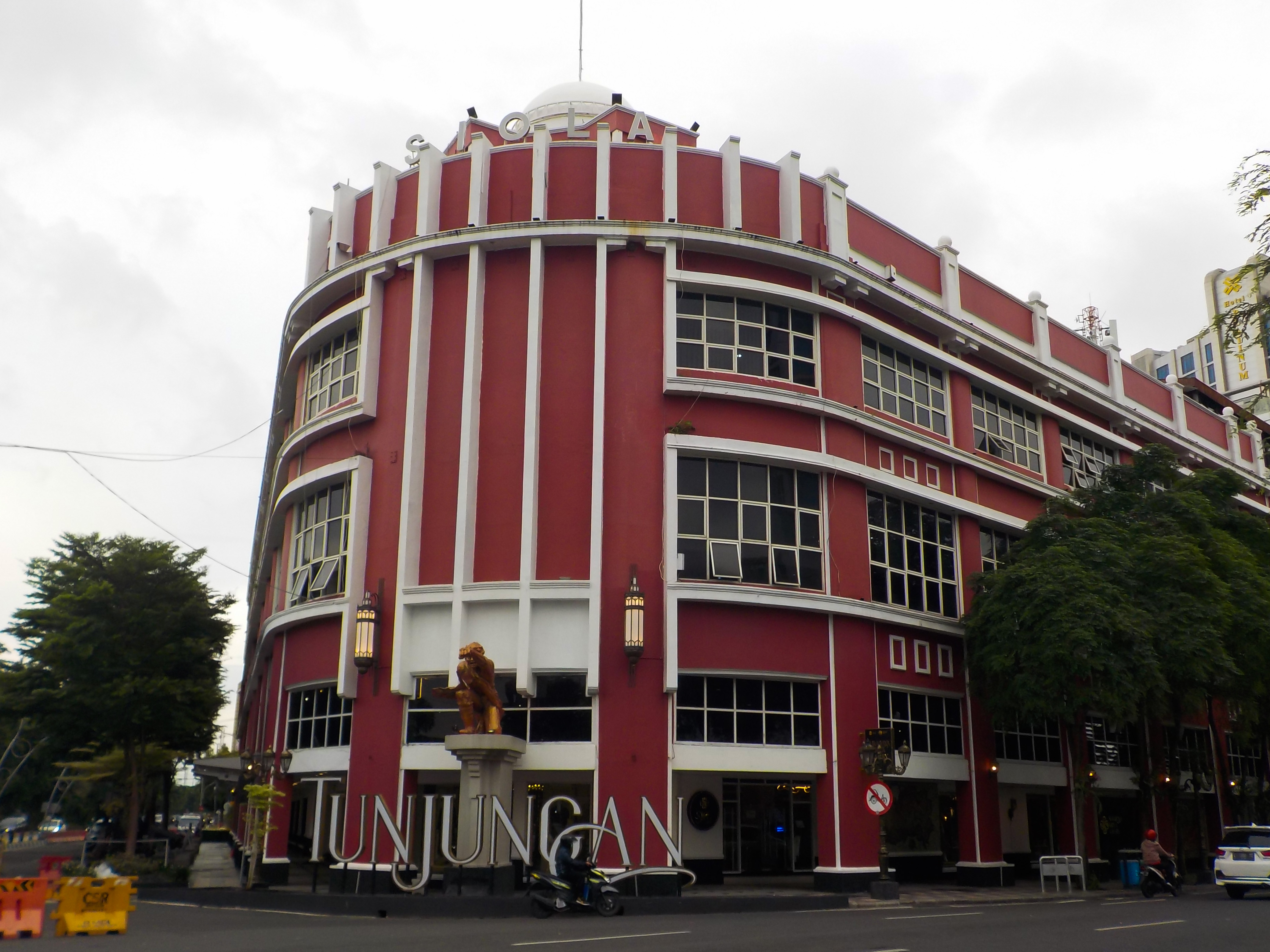
Het Siola-gebouw, gelegen aan de Tunjungan-boulevard, een voormalig winkelgebouw dat nu een openbaar winkelcentrum is voor taken van de civiele overheid
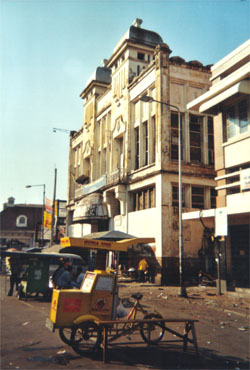
Straatbeeld van Surabaya
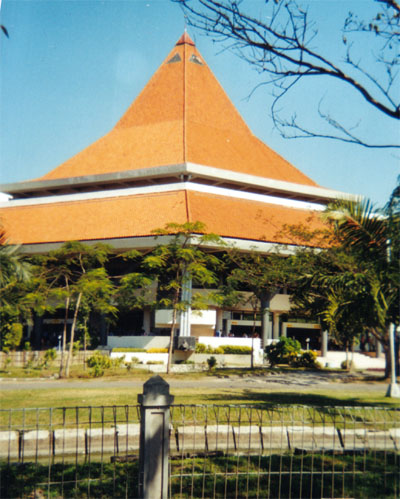
ITS universiteit, Surabaya
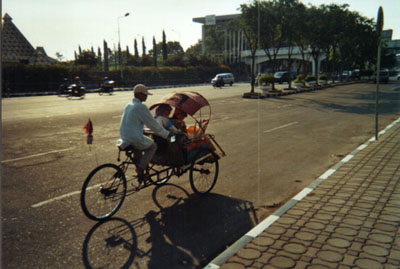
Straatbeeld Surabaya, op de voorgrond een Becak